# الحرائق (مسرحية)
الحريق مسرحية من تأليف الكاتب الكندي لبناني الأصل وجدي معوض. وتدور أحداث المسرحية عن اللبنانين الذين هاجروا من لبنان هروبًا من الحرب الأهلية.

## القصة
هي قصة لبنانيين هاجرا إلى خارج لبنان هروبا من الحرب. لكن، كان لا بد أن يعودا لتنفيذ وصية والدتهما نوال بزيارة الأهل. وخلال المسرحية، تصير قصة نوال قصة المسرحية. هاجرت نوال مروان إلى كندا، وهناك، توفيت بسكتة دماغية، وتركت وصية ولدها وبنتها التؤأمين عن زيارة الوطن والأهل. لم يكن تنفيذ الوصية سهلا لسببين: أولا: الحرب الأهلية.
ثانيا: المحور الفلسطيني فهي مسيحية ولدت الولد والبنت من مهاجر فلسطيني مسلم. وفي خليط من وطنية، ودين، وجنس، وانتقام، وسياسة، صارت المسرحية مثيرة جدا. إخوان نوا» يكتشفون علاقة حب أختهم مع الفلسطيني، ثم في مشهد آخر يطاردونهما، ويقتلون الفلسطيني، وتهرب نوال إلى منزل جدتها. وها هي نوال حامل، وتلد، وتعطي ولدها إلى ملجأ للأيتام. و تصبح ثورية، وتدافع عن القضية الفلسطينية، وفي مشهد آخر تقتل زعيما مسيحيا حليفا لإسرائيل، عندما يهم مقاتلون مسيحيون باعتقالها، ظانين أنها فلسطينية مسلمة، تكشف صدرها، حيث تعلق الصليب. وبعد نهاية الحرب الأهلية، تجمع نوال ولدها وبنتها، وتهاجر معهما إلى كندا، ثم تتوفى بسكتة دماغية. وتترك لهما وصية زيارة الوطن والأهل.
يكتشف الأخوان بعد زيارتهما للوطن أن أخيهما المفقود هو ذاته أبيهما، وأنه بعدما تركته أمه نوال للملجأ كبر وعمل لصالح الجيش الإسرائيلي سجاناً وجلاداً في أحد السجون عندما تصبح أمه سجينته بدون أن يعرفها فيغتصبها عدة مرات .

## عرضها
في عام 2003، أخرج معوض المسرحية، وفي عام 2010 أخرجها مخرج سينمائي كندي في فيلم.